# Odet de Coligny de Châtillon
Odet de Coligny de Châtillon (ur. 10 lipca 1517 w Châtillon-Coligny, zm. 13 kwietnia 1571 w Canterbury) – francuski kardynał, ekskomunikowany za przejście na kalwinizm.

## Życiorys
Urodził się 10 lipca 1517 roku w Châtillon-Coligny, jako syn Gasparda I i Louise de Montmorency (jego bratem był Gaspard II de Coligny). 7 listopada 1533 roku został kreowany kardynałem diakonem i otrzymał diakonię Santi Sergio e Bacco. 29 kwietnia 1534 roku został mianowany administratorem apostolskim Tuluzy i pełnił tę funkcję do 20 października 1550 roku. W latach 1535–1563 był także administratorem diecezji Beauvais. W 1560 roku Pius IV mianował go wielkim inkwizytorem we Francji, jednak sprzeciw parlamentu paryskiego powstrzymywał go przed objęciem funkcji. W kwietniu 1561 roku publicznie ogłosił swoją konwersję na kalwinizm i włączył się w pomoc dla hugenotów. Wraz z bratem brał udział w wojnach religijnych oraz mediował pomiędzy protestantami a Katarzyną Medycejską. W 1562 roku inkwizycja ogłosiła go heretykiem, a sam Coligny uciekł do Lyonu, zrzekł się wszelkich beneficjów kościelnych i ogłosił się hrabią Beauvais. 31 marca 1563 roku papież pozbawił go godności kardynalskiej i beneficjów. W grudniu 1564 roku Coligny poślubił Isabeau de Hauteville, a cztery lata później udał się do Anglii by uniknąć prześladowań. Zmarł 13 kwietnia 1571 roku w Canterbury, na skutek otrucia przez kamerdynera.